# 諏訪警察署
諏訪警察署（すわけいさつしょ）は、長野県警察が管轄する警察署の一つである。本署は諏訪湖畔の地盤沈下や庁舎の老朽化による耐震性不足などを理由に、2009年（平成21年）12月1日より諏訪市四賀の旧庁舎より同市湖畔通り一丁目の新庁舎に移転、業務を開始した。

## 所在地
- 〒392-0027 長野県諏訪市湖岸通り1丁目13番32号（温泉植物園・市民プール跡地）

## 管轄区域
- 長野県
  - 諏訪市
  - 諏訪郡下諏訪町
    - 2002年（平成14年）3月31日までは、茅野市、諏訪郡富士見町、原村も含まれていた[1]。

## 沿革
- 1954年（昭和29年）7月1日 - 新警察法施行に伴い、設置。
- 2002年（平成14年）4月1日 - 茅野警察署新設に伴い、管轄区域の内、茅野市、諏訪郡富士見町、原村が移管される[1]。
- 2009年（平成21年）12月1日 - 四賀地区の旧庁舎から移転。

## 組織
- 総務課
- 会計課
- 留置管理課
- 生活安全課
- 地域課
- 刑事課
- 交通課
- 警備課

## 交番
- 上諏訪駅前交番（諏訪市諏訪）
- 四賀交番（諏訪市四賀）
- 豊田交番（諏訪市湖南）
- 下諏訪町交番

## 警備艇
- りんどう
諏訪湖に配置されている。

## 備考
- 新庁舎の屋上には長野県の緊急経済対策の一環として、太陽光発電装置が設置された。最大発電量は約20キロワット。署内の消費電力の一部をまかなう。
- 上諏訪駅前交番には長野県の経済対策として2009年（平成21年）12月4日、トヨタ・プリウスの環境型パトカーが配備された。